# Ajo
|  | Per a altres significats, vegeu «Ajo (Cantàbria)». |

Ajo és una concentració de població designada pel cens dels Estats Units a l'estat d'Arizona. Segons el cens del 2000 tenia 3.705 habitants.

## Demografia
Segons el cens del 2000, Ajo tenia 3.705 habitants, 1.659 habitatges, i 1.088 famílies La densitat de població era de 51 habitants/km².
Dels 1.659 habitatges en un 19,7% hi vivien nens de menys de 18 anys, en un 51,4% hi vivien parelles casades, en un 10,6% dones solteres, i en un 34,4% no eren unitats familiars. En el 30,1% dels habitatges hi vivien persones soles el 17,1% de les quals corresponia a persones de 65 anys o més que vivien soles. El nombre mitjà de persones vivint en cada habitatge era de 2,23 i el nombre mitjà de persones que vivien en cada família era de 2,74.
Per edats la població es repartia de la següent manera: un 20,6% tenia menys de 18 anys, un 4,9% entre 18 i 24, un 17,2% entre 25 i 44, un 25,3% de 45 a 60 i un 32,1% 65 anys o més.
L'edat mediana era de 52 anys. Per cada 100 dones de 18 o més anys hi havia 88,3 homes.
La renda mediana per habitatge era de 25.618$ i la renda mediana per família de 29.310 $. Els homes tenien una renda mediana de 28.000 $ mentre que les dones 18.571 $. La renda per capita de la població era de 14.548 $. Aproximadament el 16,5% de les famílies i el 22,3% de la població estaven per davall del llindar de pobresa.

## Poblacions properes
El següent diagrama mostra les poblacions més properes.